# Isoroku Yamamoto
Isoroku Yamamoto (山本五十六?, Yamamoto Isoroku; Nagaoka, 4 aprile 1884 – Buin, 18 aprile 1943) è stato un ammiraglio giapponese.
Entrato nei ranghi della Marina imperiale giapponese nel 1904, combatté e rimase ferito nella guerra russo-giapponese. Attaché negli Stati Uniti d'America nel periodo interbellico, durante gli anni 1930 scalò la gerarchia militare e, dopo essere stato viceministro della Marina, nell'agosto 1939 fu messo a capo della Flotta Combinata, ruolo per il quale è rimasto famoso. La condusse nel corso della seconda guerra mondiale sul fronte del Pacifico fino al 18 aprile 1943, quando rimase ucciso nei pressi dell'isola di Bougainville in un'imboscata aerea organizzata dalle forze armate statunitensi.

## Biografia

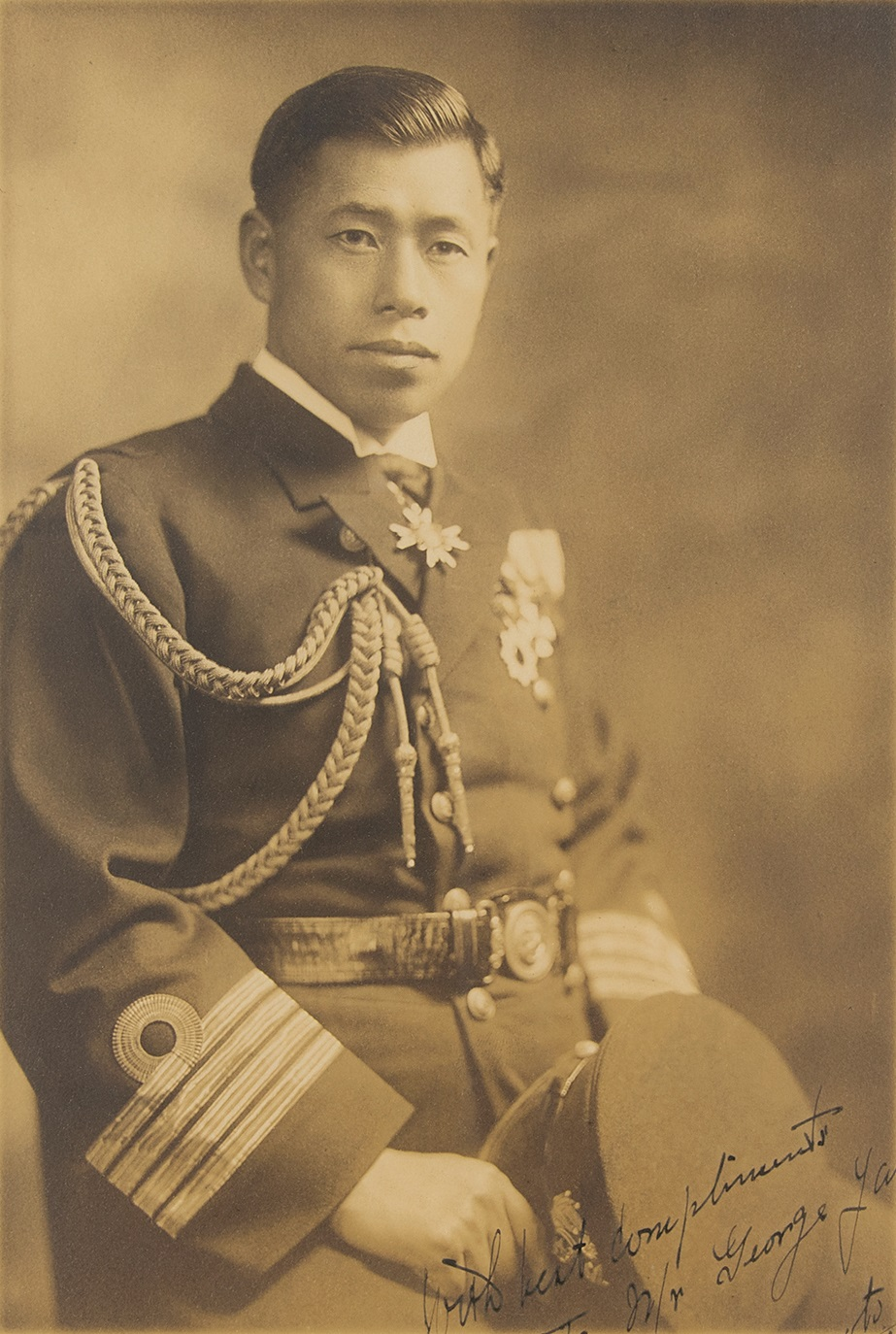
Il capitano Isoroku Yamamoto nel 1928.

Yamamoto Isoroku nacque come Takano Isoroku. Il padre, Takano Sadayoshi (1829-1913), aveva già compiuto 55 anni e non si aspettava più un figlio: per questo il sesto neonato fu chiamato quindi "Isoroku", che in giapponese vuol dire appunto "56". Proveniva da una povera famiglia di samurai del dominio di Nagaoka e, fin da bambino, sognava il servizio a bordo di una nave. Nel 1904, uscito da pochi mesi dall'accademia navale di Etajima, prese parte alla guerra russo-giapponese del 1904-05 e partecipò alla battaglia di Tsushima, in cui fu ferito, privato del medio e dell'indice della mano sinistra. Nel 1916 fu adottato dalla famiglia Yamamoto e dal ministro giapponese della marina Yamamoto Gon'nohyōe e ne acquisì il cognome.
Nel 1925 fu addetto navale presso l'ambasciata nipponica negli Stati Uniti d'America. Fu delegato alle conferenze navali di Londra sugli armamenti navali, dal 1929 al 1934. Nel 1936 fu vice ministro della marina. Nel novembre 1940 venne promosso al grado di ammiraglio e nominato comandante in capo della Flotta Combinata dal ministro della marina ammiraglio Koshirō Oikawa. Nello svolgere questo incarico, s'impegnò intensamente al potenziamento della flotta nipponica, la quale, nel dicembre 1941, era già superiore a quella degli Stati Uniti nel Pacifico, specialmente per quanto riguardava il numero delle portaerei: dieci giapponesi contro tre americane.
Benché non fosse favorevole ad una guerra tra Giappone e Stati Uniti, da fedele servitore del suo governo, ideò il piano per il complesso attacco di Pearl Harbor, nelle Hawaii. La marina imperiale giapponese, al comando del Kaigun Taishō (ammiraglio) Yamamoto, seppe infliggere inizialmente numerose sconfitte alle squadre navali americane, ma ben presto la situazione mutò, a partire dalla battaglia delle Midway, che si concluse con una cocente sconfitta per la marina giapponese ad opera di quella degli Stati Uniti presso le isole Midway, nel 1942. Infatti, quello che doveva essere il colpo di grazia che i giapponesi intendevano sferrare alla marina militare statunitense, ormai logorata dalle numerose perdite, si trasformò nella più grande vittoria navale che gli Stati Uniti avessero mai ottenuto durante la seconda guerra mondiale.
Durante i combattimenti presso le isole Salomone, gli americani, che grazie alla decrittazione delle comunicazioni radio giapponesi erano venuti a conoscenza dell'arrivo dell'ammiraglio Yamamoto sull'isola di Bougainville, riuscirono ad intercettare l'aereo che lo trasportava e ad abbatterlo (operazione Vengeance). L'aereo, un Mitsubishi G4M Betty, dopo aver perso quota, con un motore incendiato, precipitò fra gli alberi dell'isola, finendo in un rogo. Il suo corpo fu ritrovato carbonizzato fra i rottami, appoggiato all'elsa della sua spada di samurai. Le sue ceneri furono trasportate a Tokyo per le solenni esequie nel cimitero di Tama, alle quali prese parte un milione di persone. Fu l'imperatore ad ordinare un funerale di stato. Il pilota statunitense che lo abbatté con un caccia Lockheed P-38 Lightning, Thomas Lanphier, fu decorato in seguito con la Navy Cross.

## Vita privata

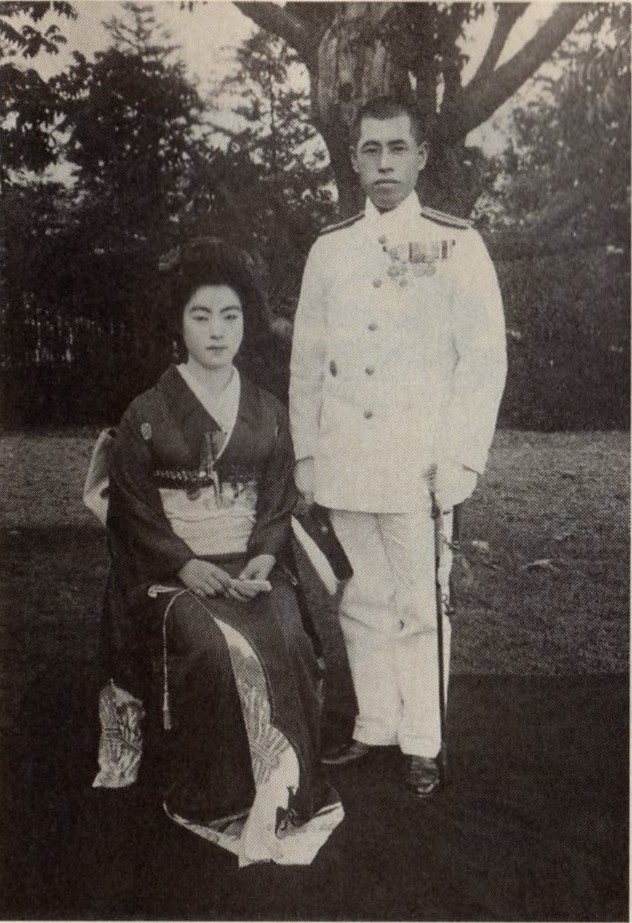
La coppia il giorno delle nozze.

Il 31 agosto 1918 sposò Reiko Mihashi (1897-1972), terza figlia di Yasunori Mihashi, un ex ufficiale di Aizu diventato agricoltore nella sua provincia, che lavorava come aiuto-domestica dopo essersi diplomata al liceo delle ragazze di Aizu nel 1913. Ebbero quattro figli: Yoshimasa (1922-2014), Sumiko (1925-), Masako (1929-) e Tadao (1932-2004). Il 4 dicembre 1941 fu l'ultima volta che lasciò la sua casa ad Aoyama-Minamimachi, in seguito distrutta da un bombardamento aereo il 25 maggio 1945, prima di morire. Dopo la guerra del Pacifico, rimasta vedova e dovendo crescere quattro figli, la moglie lavorò come diplomatica assicurativa.

## Nei media

### Filmografia
La figura storica dell'ammiraglio Yamamoto appare in vari film di guerra:
- Operazione kamikaze (Taiheiyō no washi), film-documentario giapponese (1953);
- 8 dicembre 1941, Tokio ordina: Distruggete Pearl Harbor (Hawai Middowei daikaikūsen: Taiheiyō no arashi), 1960;
- Dal Pentagono al Pacifico: uccidete Yamamoto! (Rengō kantai shirei chōkan: Yamamoto Isoroku), 1968;
- Tora! Tora! Tora!, 1970;
- La battaglia di Midway, 1976;
- Pearl Harbor, 2001;
- Isoruku, 2011;
- Midway, 2019.

### Manga e anime
- Isoroku Yamamoto compare nella serie manga e anime Zipang, dove un moderno cacciatorpediniere giapponese, il Mirai, si ritrova catapultato nel 1942, all'indomani della battaglia delle Midway. Venuto a conoscenza dell'esistenza e della vera natura della Mirai, a differenza del resto degli alti comandi giapponesi, che vorrebbero servirsene per assicurarsi la vittoria nella guerra, punta semplicemente ad usarla come "mezzo dissuasivo" per costringere gli statunitensi ad accettare un armistizio.
- Nell'anime Konpeki no Kantai, è al centro di un racconto di storia alternativa. Muore esattamente come nella realtà storica ma, inspiegabilmente, risorge, conservando la propria conoscenza degli eventi che accadranno, nel suo io più giovane durante la guerra russo-giapponese del 1904-05 e, utilizzando questa conoscenza, riesce a fare del Giappone la prima potenza mondiale.